# The Song of the Shore
The Song of the Shore est un film muet américain sorti en 1914.

## Fiche technique
- Date de sortie :  États-Unis : 26 mai 1914

## Distribution
- Frank Bennett : Emiel Kraumpf
- Irene Hunt : Katrine
- Courtenay Foote : Isenlohr